# Bianca (hold)
A Bianca az Uránusz harmadik holdja, korábbi neve Uránusz VIII. Távolsága az Uránusz középpontjától kb. 59 100 km, átmérője pedig mindössze 44 km, tömegét nem ismerjük. A legtöbb Uránusz-holdhoz hasonlóan a Voyager–2 szonda fedezte fel 1986-ban. Nevét Shakespeare A makrancos hölgy című művének alakjáról kapta.